# ГЕС Обрі-Фолс
ГЕС Обрі-Фолс — гідроелектростанція у канадській провінції Онтаріо. Знаходячись перед ГЕС Веллс (та резервною ГЕС George W. Ryner), становить верхній ступінь каскаду на річці Міссіссагі, яка впадає у північну частину озера Гурон.
У межах проекту річку перед водоспадом Aubrey Falls перекрили греблею з насипної та бетонної ділянок (остання призначена для перепуску води, що надає можливість періодично відновлювати діяльність водоспаду для його перегляду туристами). Утворений цією спорудою підіпр дозволив спрямувати ресурс до затоки, що витягнулась по лівобережжю на 0,4 км в обхід водоспаду та завершується бетонною греблею висотою 53 метри та довжиною понад 0,3 км. Біля підніжжя останньої розташований машинний зал станції, обладнаний двома турбінами типу Френсіс загальною потужністю 162 МВт, які при напорі у 55 метрів забезпечують виробництво 167 млн кВт-год електроенергії на рік.
При тому, що об'єм водосховища греблі Aubrey Falls становить 60 млн м3, безпосередньо вище від нього знаходиться значно більша водойма, котра накопичує ресурс в інтересах всього каскаду — Роккі-Ісланд-Лейк. Зведена у вузькій ущелині бетонна гребля висотою 21 метр створила резервуар з площею поверхні 17,5 км2 та об'ємом 392 млн м3.
Видача продукції відбувається по ЛЕП, розрахованій на роботу під напругою 230 кВ.